# Distrito electoral de Cotesfield (condado de Howard, Nebraska)
Cotesfield (en inglés: Cotesfield Precinct) es un distrito electoral ubicado en el condado de Howard en el estado estadounidense de Nebraska. En el Censo de 2010 tenía una población de 123 habitantes y una densidad poblacional de 1,37 personas por km².

## Geografía
Cotesfield se encuentra ubicado en las coordenadas 41°21′40″N 98°37′19″O / 41.36111, -98.62194. Según la Oficina del Censo de los Estados Unidos, Cotesfield tiene una superficie total de 89.76 km², de la cual 88.17 km² corresponden a tierra firme y (1.77%) 1.59 km² es agua.

## Demografía
Según el censo de 2010, había 123 personas residiendo en Cotesfield. La densidad de población era de 1,37 hab./km². De los 123 habitantes, Cotesfield estaba compuesto por el 96.75% blancos, el 0.81% eran amerindios y el 2.44% pertenecían a dos o más razas. Del total de la población el 0.81% eran hispanos o latinos de cualquier raza.